# Еспарса-де-Саласар
Еспарса-де-Саласар, Еспарца-Сарайцу (ісп. Esparza de Salazar, баск. Espartza Zaraitzu) — муніципалітет в Іспанії, у складі автономної спільноти Наварра. Населення — 99 осіб (2009).
Муніципалітет розташований на відстані близько 350 км на північний схід від Мадрида, 44 км на схід від Памплони.

## Демографія
Динаміка населення (INE ):